# Octodiceras
Octodiceras là một chi rêu trong họ Fissidentaceae.